# كريس كيركلاند
كريس كيركلاند (بالإنجليزية: Chris Kirkland) (مواليد 2 مايو 1981 في بارويل - إنجلترا) لاعب كرة قدم إنجليزي يلعب حاليا لصالح نادي الدرجة الممتازة ويجان أتلتيك الإنجليزي منذ 2006 في مركز حارس مرمى .

## مسيرته الكروية

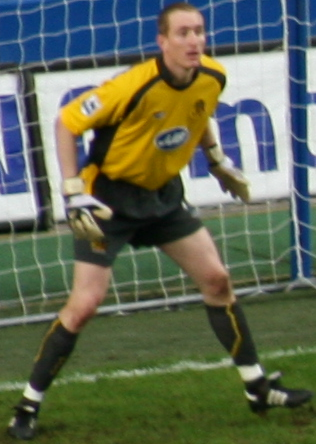
كريس كيركلاند

لعب كريس كيركلاند خلال مسيرته الاحترافية مع 9 أندية في تسعة عشر موسمًا ولم يسجل خلالها أي هدف ضمن 284 مباراة. ولم يفز بأي موسم بالكأس أو بالدوري.
خاض كريس كيركلاند مسيرته مع نادي كوفنتري سيتي في موسم 2000–01 ولمدة موسمين، مشاركًا في 24 مباراة ولم يسجل أي هدف. ثم انتقل إلى نادي ليفربول في موسم 2001–02 ليلعب معه أربعة مواسم، حيث شارك في 25 مباراة ولم يسجل أي هدف أيضًا. لينتقل بعدها إلى نادي وست بروميتش ألبيون في موسم 2005–06 لمدة موسم واحد، مشاركًا في 10 مباريات ولم يسجل أي هدف أيضًا. ثم انتقل إلى نادي ويغان أتلتيك في موسم 2006–07 ليلعب معه خمسة مواسم، مشاركًا في 131 مباراة ولم يسجل أي هدف أيضًا. هذا وانتقل لاحقًا إلى نادي ليستر سيتي في موسم 2010–11 لمدة موسم واحد، مشاركًا في 3 مباريات ولم يسجل أي هدف أيضًا. ثم انتقل بعدها إلى نادي دونكاستر روفرز في موسم 2011–12 لمدة موسم واحد، مشاركًا في مباراة ولم يسجل أي هدف أيضًا. ليعود وينتقل من جديد، لكن هذه المرة إلى نادي شيفيلد وينزداي في موسم 2012–13 واستمر معه طيلة ثلاثة مواسم، مشاركًا في 85 مباراة ولم يسجل أي هدف أيضًا. لينتقل بعدها إلى نادي بريستون نورث إيند في موسم 2015–16 لمدة موسم واحد، مشاركًا في 5 مباريات ولم يسجل أي هدف أيضًا. ثم لعب في نادي بوري في موسم 2016–17 لمدة موسم واحد، لم يشارك في أي مباراة ولم يسجل أي هدف أيضًا.

## روابط خارجية
- كريس كيركلاند على موقع الاتحاد الأوربي (الإنجليزية)
- كريس كيركلاند على موقع قاعدة بيانات كرة القدم.إي يو (الإنجليزية)
- كريس كيركلاند على موقع ناشيونال فوتبول تيمز (الإنجليزية)
- كريس كيركلاند على موقع Soccerbase.com (لاعب) (الإنجليزية)
- كريس كيركلاند على موقع Soccerway.com (الإنجليزية)
- كريس كيركلاند على موقع عالم كرة القدم.نت (الإنجليزية)
- كريس كيركلاند على موقع كووورة